# SR Flatrol 1682
Die Güterwagenbaureihe Flatrol nach Musterblatt 1682 war ein zweiachsiger Well wagon (deutsch: Tiefladewagen) und wurde während des Zweiten Weltkriegs von der britischen Southern Railway (SR) entwickelt, um große schwere Frachten sowohl ziviler als auch militärischer Art zu transportieren. Zwischen Januar 1944 und Juni 1945 wurden elf Exemplare in den bahneigenen Werkstätten in Lancing gebaut. Die Bezeichnung Flatrol ist eine Abkürzung für Flat trolley (deutsch: Flachwagen).

## Geschichte
Entworfen wurde diese Baureihe von Oliver Bulleid, dem damaligen Chefingenieur der SR. Die Wagen bestanden aus zusammengeschweißten Stahlgussteilen. Die Gussteile wurden in der Gießerei der English Steel Corporation in Sheffield hergestellt. Die Wagen wurden in den bahneigenen Werkstätten der SR in Lancing zusammengebaut.
Ursprünglich wurden an dem Fahrgestell über den Achsen kurze Querbalken aus Holz montiert. An diesen wurden dann zwei abnehmbare Längsbalken angebracht. Diese wurden nach der Verstaatlichung, bei der die Wagen von British Railways übernommen wurden, wieder entfernt.
Die Tragfähigkeit variierte, je nachdem wie die Last verteilt war, bis zu einem Maximum von 20 Tonnen. Ursprünglich waren die Wagen mit Evolutfedern ausgestattet. Diese wurden in späteren Jahren durch Schraubenfedern ersetzt, die im Gegensatz zu Evolutfedern nicht selbstdämpfend sind. Daher musste die Höchstgeschwindigkeit auf 40 Kilometer pro Stunde begrenzt werden.
Zwei Wagen sind erhalten geblieben. Nummer 61107 ist im Besitz der Bluebell Railway und Nummer 61103 befindet sich bei der Kent and East Sussex Railway.

## Bilder

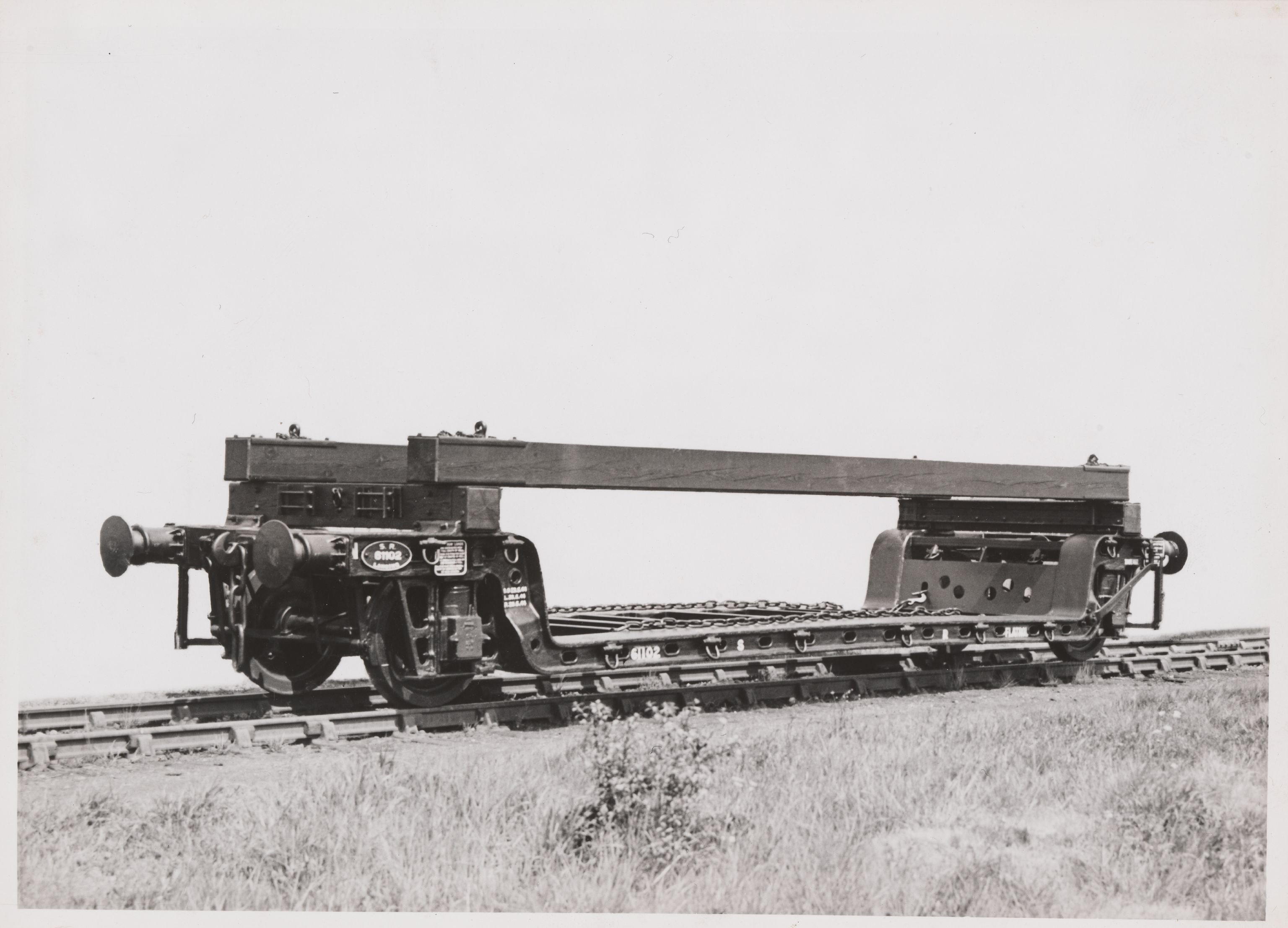
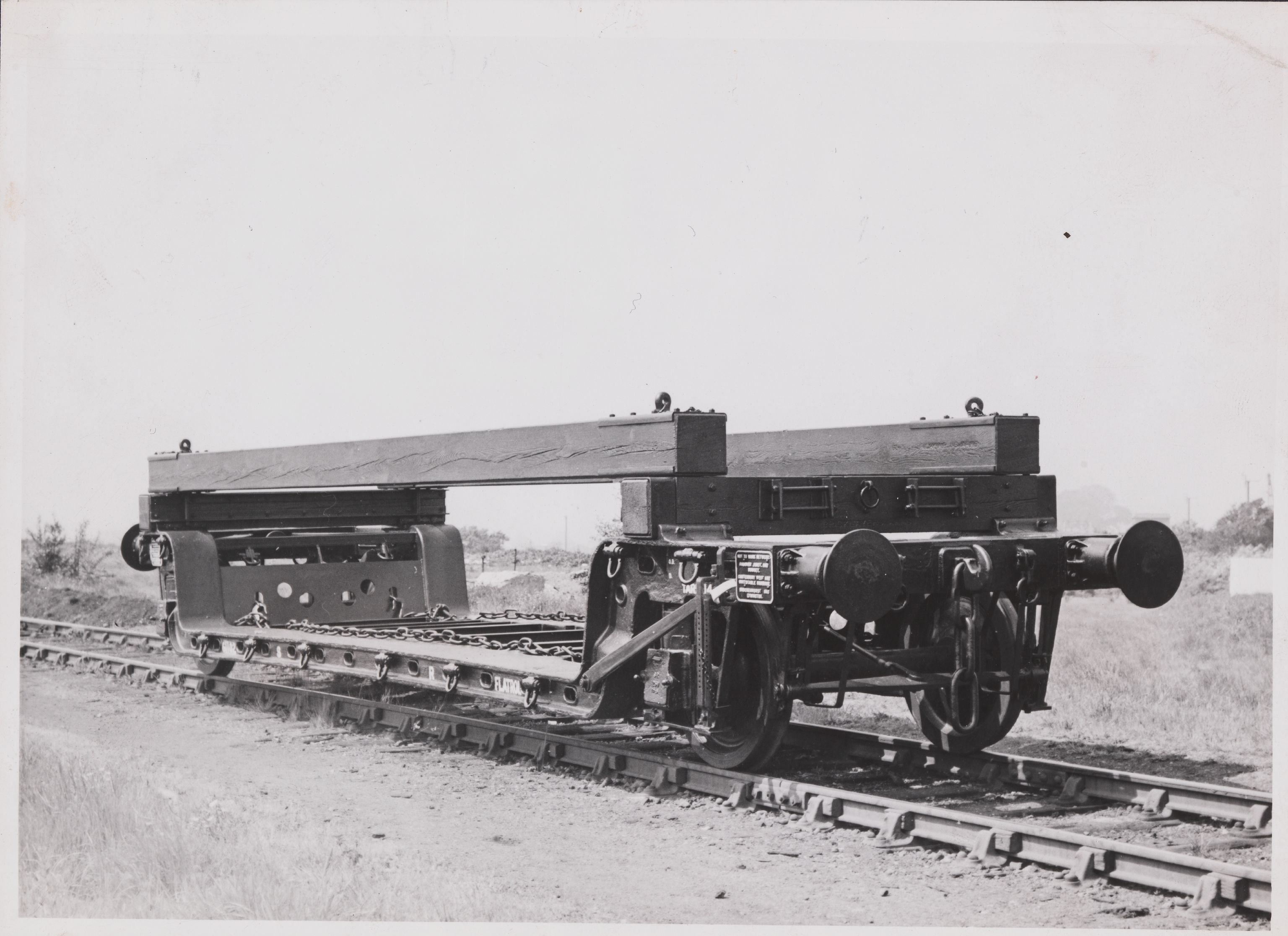